# Яковенко, Сергей Сергеевич
Сергей Сергеевич Яковенко (укр. Сергій Сергійович Яковенко; род. 10 мая 1975, Харьков) — украинский футболист (полузащитник) и футбольный тренер.

## Биография
Воспитанник школы харьковского «Металлиста». Карьеру начинал в «Олимпике» из родного города. В 1993 году перешёл в российский клуб «Жемчужина», за который единственный матч провёл 28 марта того же года в матче 4-го тура против московского «Спартак», выйдя на замену Олегу Подружко. Далее играл за адлерский «Торпедо». В 1994 году выступал за «Металлист». После чего вернулся в Россию, где сначала выступал во Второй лиге «Арсенал» Тула и «Энергию» Чайковский, а потом не один десяток встреч провел в Первом дивизионе, играя за пермский «Амкар», смоленский «Кристалл» и казанский «Рубин», а также отыграл полгода сезона 2000 года в «Факеле». В сезоне 2004 года Яковенко защищал цвета «Нефтехимика». В 2005 году выступал за казахстанский «Экибастузец». Завершил карьеру в 2010 году, выступая за «Звезду» (Кировоград). После завершения карьеры работал в структуре «Металлиста», сначала скаутом, потом тренером молодёжной команды, после чего помощником главного тренера Игоря Рахаева. В 2016—2017 годах работал помощником Рахаева в «Актобе». 27 декабря 2017 года стал помощником Рахаева в «Гелиосе».

## Достижения
Рига:
- Бронзовый призёр высшей лиги Латвии: 2007